# God의 콘서트 투어 목록

다음은 대한민국의 아이돌 그룹 god의 콘서트 투어 목록이다.

## 콘서트

### 다섯 남자 이야기
| 개최일          | 도시 | 개최지                |
| --------------- | ---- | --------------------- |
| 2001년 2월 25일 | 대전 | 대전 무역전시관       |
| 2001년 3월 1일  | 광주 | 염주종합체육관        |
| 2001년 3월 4일  | 대구 | 대구실내체육관        |
| 2001년 3월 11일 | 부산 | 사직실내체육관        |
| 2001년 4월 5일  | 서울 | 서울올림픽주경기장    |
| 2001년 4월 8일  | 인천 | 인천대학교 선인체육관 |

### 100일간의 휴먼 콘서트
- 개최지 : 정동 팝콘아트홀

| 개최일           | 테마                        | 회차 |
| 1차              | 1차                         | 1차  |
| ---------------- | --------------------------- | ---- |
| 2002년 7월 11일  | 시작                        | 1    |
| 2002년 7월 12일  | 꿈                          | 2    |
| 2002년 7월 13일  | 가족                        | 3    |
| 2002년 7월 14일  | 실버데이                    | 4    |
| 2002년 7월 17일  | 제헌절                      | 5    |
| 2002년 7월 18일  | 친구                        | 6    |
| 2002년 7월 19일  | 러브레터                    | 7    |
| 2002년 7월 20일  | 생일                        | 8    |
| 2002년 7월 21일  | 여름방학                    | 9    |
| 2002년 7월 25일  | 애완동물                    | 10   |
| 2002년 7월 26일  | 학창시절                    | 11   |
| 2002년 7월 27일  | 프로포즈                    | 12   |
| 2002년 7월 28일  | 소원                        | 13   |
| 2002년 8월 1일   | 거짓말                      | 14   |
| 2002년 8월 2일   | 무도회                      | 15   |
| 2002년 8월 3일   | 한여름밤의 크리스마스       | 16   |
| 2002년 8월 4일   | 한여름밤의 크리스마스 2     | 17   |
| 2002년 8월 8일   | 영웅                        | 18   |
| 2002년 8월 9일   | 공포                        | 19   |
| 2002년 8월 10일  | 바다                        | 20   |
| 2002년 8월 11일  | 첫사랑                      | 21   |
| 2002년 8월 15일  | 태극기                      | 22   |
| 2002년 8월 16일  | 공포 2                      | 23   |
| 2002년 8월 17일  | 데이트                      | 24   |
| 2002년 8월 18일  | 바캉스                      | 25   |
| 2002년 8월 22일  | 스트레스                    | 26   |
| 2002년 8월 23일  | 일기                        | 27   |
| 2002년 8월 24일  | 코믹                        | 28   |
| 2002년 8월 25일  | 개학                        | 29   |
| 2002년 8월 29일  | 애국심                      | 30   |
| 2002년 8월 30일  | Today is...(Surprising day) | 31   |
| 2002년 8월 31일  | Good bye Summer Special     | 32   |
| 2002년 9월 1일   | 겨울                        | 33   |
| 2002년 9월 5일   | 선물                        | 34   |
| 2002년 9월 6일   | 운동회                      | 35   |
| 2002년 9월 7일   | 선생님                      | 36   |
| 2002년 9월 8일   | 추억                        | 37   |
| 2002년 9월 12일  | 어린이                      | 38   |
| 2002년 9월 13일  | 가을소풍                    | 39   |
| 2002년 9월 14일  | 기념일                      | 40   |
| 2002년 9월 15일  | 결혼                        | 41   |
| 2002년 9월 19일  | 영화                        | 42   |
| 2002년 9월 20일  | The Fan                     | 43   |
| 2002년 9월 21일  | 추석                        | 44   |
| 2002년 9월 22일  | 축제 (Festival)             | 45   |
| 2차              |                             |      |
| 2002년 12월 25일 | Merry Christmas             | 46   |
| 2002년 12월 26일 | 편지                        | 47   |
| 2002년 12월 27일 | 겨울방학                    | 48   |
| 2002년 12월 28일 | 송년파티                    | 49   |
| 2003년 1월 2일   | Happy New year              | 50   |
| 2003년 1월 3일   | 보물상자                    | 51   |
| 2003년 1월 4일   | 눈                          | 52   |
| 2003년 1월 5일   | 달력                        | 53   |
| 2003년 1월 9일   | 진실게임                    | 54   |
| 2003년 1월 10일  | 겨울철 별미                 | 55   |
| 2003년 1월 11일  | 나                          | 56   |
| 2003년 1월 12일  | 5                           | 57   |
| 2003년 1월 16일  | god camp                    | 58   |
| 2003년 1월 17일  | 촛불                        | 59   |
| 2003년 1월 18일  | 엄마                        | 60   |
| 2003년 1월 19일  | 동화열전                    | 61   |
| 2003년 1월 23일  | 겨울바다                    | 62   |
| 2003년 1월 24일  | 세대공감                    | 63   |
| 2003년 1월 25일  | 매니아                      | 64   |
| 2003년 1월 26일  | 개그데이                    | 65   |
| 2003년 1월 30일  | 첫경험                      | 66   |
| 2003년 1월 31일  | god Party                   | 67   |
| 2003년 2월 1일   | 설날                        | 68   |
| 2003년 2월 2일   | 만화                        | 69   |
| 2003년 2월 6일   | god family                  | 70   |
| 2003년 2월 7일   | 선생님 II                   | 71   |
| 2003년 2월 8일   | 전화                        | 72   |
| 2003년 2월 9일   | 컴플렉스                    | 73   |
| 2003년 2월 13일  | 겨울비                      | 74   |
| 2003년 2월 14일  | Valentine's day             | 75   |
| 2003년 2월 15일  | 정월대보름                  | 76   |
| 2003년 2월 16일  | 졸업                        | 77   |
| 2003년 2월 20일  | Magic                       | 78   |
| 2003년 2월 21일  | Back To The Summer          | 79   |
| 2003년 2월 22일  | 엽서                        | 80   |
| 2003년 2월 23일  | 사진                        | 81   |
| 2003년 2월 27일  | 자화상                      | 82   |
| 2003년 2월 28일  | 하늘색 풍선                 | 83   |
| 2003년 3월 1일   | 오! 필승코리아              | 84   |
| 2003년 3월 2일   | If                          | 85   |
| 2003년 3월 6일   | 혈액형                      | 86   |
| 2003년 3월 7일   | 리퀘스트                    | 87   |
| 2003년 3월 8일   | 영화 II                     | 88   |
| 2003년 3월 9일   | god 공개방송                | 89   |
| 2003년 3월 13일  | 말.말.말.                   | 90   |
| 2003년 3월 14일  | White Day                   | 91   |
| 2003년 3월 15일  | Back Stage                  | 92   |
| 2003년 3월 16일  | 박준형                      | 93   |
| 2003년 3월 20일  | 데니안                      | 94   |
| 2003년 3월 21일  | 윤계상                      | 95   |
| 2003년 3월 22일  | 김태우                      | 96   |
| 2003년 3월 23일  | 손호영                      | 97   |
| 2003년 3월 28일  | Unplugged Day I             | 98   |
| 2003년 3월 29일  | Unplugged Day II            | 99   |
| 2003년 3월 30일  | 100                         | 100  |

### god is back
| 개최일          | 도시 | 개최지                        |
| --------------- | ---- | ----------------------------- |
| 2005년 2월 26일 | 서울 | 올림픽체조경기장              |
| 2005년 2월 27일 | 서울 | 올림픽체조경기장              |
| 2005년 3월 12일 | 대구 | 대구실내체육관                |
| 2005년 3월 13일 | 대구 | 대구실내체육관                |
| 2005년 3월 26일 | 부천 | 부천실내체육관                |
| 2005년 3월 27일 | 부천 | 부천실내체육관                |
| 2005년 4월 2일  | 광주 | 동강대학교 체육관             |
| 2005년 4월 3일  | 광주 | 동강대학교 체육관             |
| 2005년 4월 9일  | 순천 | 팔마체육관                    |
| 2005년 4월 16일 | 부산 | 부산 KBS홀                    |
| 2005년 4월 17일 | 부산 | 부산 KBS홀                    |
| 2005년 4월 23일 | 전주 | 한국소리문화의전당 야외홀     |
| 2005년 4월 30일 | 강릉 | 강릉실내종합체육관            |
| 2005년 5월 15일 | 청주 | 청주실내체육관                |
| 2005년 5월 20일 | 서울 | 올림픽공원 올림픽 홀 (앙코르) |
| 2005년 5월 21일 | 서울 | 올림픽공원 올림픽 홀 (앙코르) |
| 2005년 5월 22일 | 서울 | 올림픽공원 올림픽 홀 (앙코르) |
| 2005년 5월 28일 | 서울 | 올림픽공원 올림픽 홀 (앙코르) |
| 2005년 5월 29일 | 서울 | 올림픽공원 올림픽 홀 (앙코르) |

### god the LAST "Beginning"
- 개최지 : 올림픽공원 올림픽 홀

| 개최일           | 회차 |
| ---------------- | ---- |
| 2005년 11월 10일 | 1    |
| 2005년 11월 11일 | 2    |
| 2005년 11월 12일 | 3    |
| 2005년 11월 13일 | 4    |
| 2005년 11월 17일 | 5    |
| 2005년 11월 18일 | 6    |
| 2005년 11월 19일 | 7    |
| 2005년 11월 20일 | 8    |
| 2005년 11월 24일 | 9    |
| 2005년 11월 25일 | 10   |
| 2005년 11월 26일 | 11   |
| 2005년 11월 27일 | 12   |
| 2005년 12월 1일  | 13   |
| 2005년 12월 2일  | 14   |
| 2005년 12월 3일  | 15   |
| 2005년 12월 4일  | 16   |
| 2005년 12월 8일  | 17   |
| 2005년 12월 9일  | 18   |
| 2005년 12월 10일 | 19   |
| 2005년 12월 11일 | 20   |

### god the LAST "Forever, god"
| 개최일           | 도시 | 개최지           |
| ---------------- | ---- | ---------------- |
| 2005년 12월 28일 | 서울 | 올림픽체조경기장 |

### god 15th Anniversary Reunion Concert
| 개최일           | 도시         | 국가     | 개최지                      |
| ---------------- | ------------ | -------- | --------------------------- |
| 2014년 7월 12일  | 서울         | 대한민국 | 잠실종합운동장 보조경기장   |
| 2014년 7월 13일  | 서울         | 대한민국 | 잠실종합운동장 보조경기장   |
| 2014년 8월 2일   | 광주         | 대한민국 | 염주종합체육관              |
| 2014년 8월 3일   | 광주         | 대한민국 | 염주종합체육관              |
| 2014년 8월 15일  | 부산         | 대한민국 | BEXCO 제 1전시장            |
| 2014년 8월 16일  | 부산         | 대한민국 | BEXCO 제 1전시장            |
| 2014년 8월 23일  | 대구         | 대한민국 | EXCO 1층                    |
| 2014년 8월 24일  | 대구         | 대한민국 | EXCO 1층                    |
| 2014년 8월 30일  | 대전         | 대한민국 | 대전 무역전시관             |
| 2014년 8월 31일  | 대전         | 대한민국 | 대전 무역전시관             |
| 2014년 10월 25일 | 서울         | 대한민국 | 서울올림픽주경기장 (앙코르) |
| 2014년 11월 7일  | 로스엔젤레스 | 미국     | 스테이플스 센터             |
| 2014년 11월 9일  | 뉴어크       | 미국     | 프루덴셜 센터               |

### god 2015 CONCERT
| 개최일           | 도시 | 개최지           |
| ---------------- | ---- | ---------------- |
| 2015년 12월 16일 | 서울 | 올림픽체조경기장 |
| 2015년 12월 17일 | 서울 | 올림픽체조경기장 |
| 2015년 12월 18일 | 서울 | 올림픽체조경기장 |
| 2015년 12월 19일 | 서울 | 올림픽체조경기장 |
| 2015년 12월 20일 | 서울 | 올림픽체조경기장 |
| 2015년 12월 24일 | 대구 | EXCO 1층         |
| 2015년 12월 25일 | 대구 | EXCO 1층         |
| 2015년 12월 30일 | 부산 | BEXCO 제 1전시장 |
| 2015년 12월 31일 | 부산 | BEXCO 제 1전시장 |

### god to MEN
| 개최일          | 도시 | 개최지                           |
| --------------- | ---- | -------------------------------- |
| 2017년 1월 6일  | 서울 | 잠실실내체육관                   |
| 2017년 1월 7일  | 서울 | 잠실실내체육관                   |
| 2017년 1월 8일  | 서울 | 잠실실내체육관                   |
| 2017년 1월 13일 | 인천 | 남동체육관                       |
| 2017년 1월 21일 | 대구 | EXCO 1층                         |
| 2017년 2월 4일  | 고양 | KINTEX 제1전시장 5홀             |
| 2017년 2월 11일 | 광주 | 광주여대 유니버시아드 체조경기장 |
| 2017년 2월 18일 | 부산 | BEXCO 제 1전시장                 |

### god 20th Anniversary Concert "GREATEST"
| 개최일           | 도시 | 개최지           |
| ---------------- | ---- | ---------------- |
| 2018년 11월 30일 | 서울 | 올림픽체조경기장 |
| 2018년 12월 1일  | 서울 | 올림픽체조경기장 |
| 2018년 12월 2일  | 서울 | 올림픽체조경기장 |
| 2018년 12월 22일 | 부산 | BEXCO 제 1전시장 |
| 2018년 12월 25일 | 대구 | EXCO 1층         |

### god GREATEST 20th Anniversary "PRESENT"
| 개최일          | 도시 | 개최지           |
| --------------- | ---- | ---------------- |
| 2019년 1월 13일 | 서울 | 올림픽체조경기장 |

### 2022 god ON
| 개최일           | 도시 | 개최지           |
| ---------------- | ---- | ---------------- |
| 2022년 12월 9일  | 서울 | 올림픽체조경기장 |
| 2022년 12월 10일 | 서울 | 올림픽체조경기장 |
| 2022년 12월 11일 | 서울 | 올림픽체조경기장 |
| 2022년 12월 24일 | 부산 | BEXCO 제 1전시장 |
| 2022년 12월 25일 | 부산 | BEXCO 제 1전시장 |

### 2023 god TOUR 'god's MASTERPIECE'
| 개최일           | 도시 | 개최지           |
| ---------------- | ---- | ---------------- |
| 2023년 11월 10일 | 서울 | 올림픽체조경기장 |
| 2023년 11월 11일 | 서울 | 올림픽체조경기장 |
| 2023년 11월 12일 | 서울 | 올림픽체조경기장 |
| 2023년 12월 23일 | 대구 | EXCO 1층         |
| 2023년 12월 24일 | 대구 | EXCO 1층         |
| 2023년 12월 30일 | 부산 | BEXCO 제 1전시장 |
| 2023년 12월 31일 | 부산 | BEXCO 제 1전시장 |

### god 2024 CONCERT "CHAPTER 0"
| 개최일          | 도시 | 개최지           |
| --------------- | ---- | ---------------- |
| 2024년 9월 27일 | 서울 | 올림픽체조경기장 |
| 2024년 9월 28일 | 서울 | 올림픽체조경기장 |
| 2024년 9월 29일 | 서울 | 올림픽체조경기장 |

## 팬미팅

### fangod 제 1기 창단식
| 개최일          | 도시 | 개최지           |
| --------------- | ---- | ---------------- |
| 2000년 8월 18일 | 서울 | 올림픽역도경기장 |

### fangod 제 2기 팬미팅
| 개최일          | 도시 | 개최지               |
| --------------- | ---- | -------------------- |
| 2001년 8월 8일  | 서울 | SK올림픽핸드볼경기장 |
| 2001년 8월 9일  | 서울 | SK올림픽핸드볼경기장 |
| 2001년 8월 10일 | 서울 | SK올림픽핸드볼경기장 |

### fangod 제 3기 팬미팅 - 가을밤의 축제
| 개최일           | 도시 | 개최지             |
| ---------------- | ---- | ------------------ |
| 2002년 10월 13일 | 서울 | 서울올림픽주경기장 |

### fangod 제 4기 팬미팅
| 개최일          | 도시 | 개최지                    |
| --------------- | ---- | ------------------------- |
| 2003년 6월 15일 | 서울 | 잠실종합운동장 보조경기장 |

### fangod 제 5기 팬미팅
| 개최일          | 도시 | 개최지               |
| --------------- | ---- | -------------------- |
| 2005년 8월 13일 | 서울 | SK올림픽핸드볼경기장 |

## 쇼케이스

### god Chapter 6 Showcase
| 개최일          | 도시 | 개최지           |
| --------------- | ---- | ---------------- |
| 2004년 12월 5일 | 서울 | 올림픽체조경기장 |

## 방송사 주최 콘서트

### 2023 KBS 대기획 ㅇㅁㄷ 지오디
| 방송사  | 개최일         | 도시 | 개최지           | 방송일          |
| ------- | -------------- | ---- | ---------------- | --------------- |
| KBS 2TV | 2023년 9월 9일 | 인천 | 송도달빛축제공원 | 2023년 9월 28일 |